# Zaozjorsk
Zaozjorsk (rusko Заозёрск), prej znan kot Zaozjorni (Заозёрный), Severomorsk-7 (Североморск-7) in Murmansk-150 (Му́рманск-150), je zaprto mesto v Murmanski oblasti v Rusiji. Leta 2010 je imelo mesto 11.199 prebivalcev.
Mesto je znano predvsem po podmorniških oporiščih Severne flote v sosednjih zalivih, kjer so nameščene jurišne jedrske podmornice z manevrirnimi raketami razredov Jasen in Antej. Gradnja oporišča za jedrske podmornice se je začela leta 1958 in leta 1961 so bile v njem nameščene podmornice. Prvotno ime kraja je bilo Zaozjorni, za poštne potrebe pa je bilo v uporabi ime Severomorsk-7 in kasneje Murmansk-150.